# Djurgårdens IF Handikappfotbollförening
Djurgårdens IF handikappfotboll startade sin verksamhet i januari 1997 och ingår i alliansförening i Djurgårdens IF. Föreningen håller till vid sommartid på Hjorthagens IP och vid vintertid på Spånga IP. 